# MacGyver
MacGyver este un serial de televiziune american creat în genul aventură-acțiune și produs de Lee David Zlotoff. Producători executivi sunt Henry Winkler și John Rich. Serialul are șapte sezoane (139 de episoade) și a rulat inițial pe rețeaua americană de televiziune ABC în perioada 1985 - 1992. Serialul a fost filmat în Los Angeles în timpul sezoanelor 1, 2 și 7 și în Vancouver, Columbia Britanică în timpul sezoanelor 3–6. Ultimul episod a avut premiera pe 25 aprilie 1992 la ABC.
Serialul prezintă povestea agentului secret Angus MacGyver, care este interpretat de actorul Richard Dean Anderson.
Serialul a fost continuat de două filme de televiziune, MacGyver: Comoara pierdută a Atlantidei și MacGyver: Drumul infernului, care au avut premiera la ABC în 1994.